# Norges U/21-fodboldlandshold
Norges U/21-fodboldlandshold er Norges landshold for fodboldspillere, som er under 21 år. Landsholdet bliver administreret af Norges Fotballforbund.